# Núria Llorach
Núria Llorach Boladeras (Barcelona, 1962) es una política española. Preside desde 2016 la Corporación Catalana de Medios Audiovisuales (CCMA), en funciones.

## Biografía
Llorach es licenciada en Filosofía y Ciencias de la Educación por la Universitat de Barcelona, ha realizado un Programa de Desarrollo Directivo al IESE y ha sido directora ejecutiva del Instituto Catalán de las Mujeres (1990-2000) y miembro del Consejo Asesor de Televisión Española en Cataluña (1995-1996). También ha sido miembro del Consejo del Audiovisual de Cataluña (2000-2008) y presidenta del Foro de Entidades de Personas Usuarias del Audiovisual. Núria Llorach sucedió en el cargo a Brauli Duart.
| Predecesor: Brauli Duart | Presidenta de la Corporación Catalana de Medios Audiovisuales 2016-presente | Sucesor: En el cargo |